# Eodelena lapidicola
Eodelena lapidicola är en spindelart som beskrevs av Hirst 1991. Eodelena lapidicola ingår i släktet Eodelena och familjen jättekrabbspindlar.
Artens utbredningsområde är Western Australia. Inga underarter finns listade i Catalogue of Life.